# Урен
Урѐн (на руски: Урень) е град в Русия, административен център на Уренски район, Нижегородска област. Населението на града през 2011 г. е 12 309 души.